# Lieja Tunks
Liesbeth Jantina Lieja Tunks (* 10. März 1976 in Purmerend als Liesbeth Koeman) ist eine ehemalige kanadisch-niederländische Leichtathletin, die im Kugelstoßen sowie im Diskuswurf an den Start ging. Auch ihr Ehemann Jason Tunks sowie ihre Tochter Julia Tunks waren bzw. sind für Kanada als Leichtathleten aktiv.

## Sportliche Laufbahn
Erste internationale Erfahrungen sammelte Lieja Tunks im Jahr 1994, als sie bei den Juniorenweltmeisterschaften in Lissabon mit einer Weite von 14,83 m den zwölften Platz im Kugelstoßen belegte und im Diskuswurf mit 43,20 m den Finaleinzug verpasste. Im Jahr darauf belegte sie bei den Junioreneuropameisterschaften in Nyíregyháza mit 15,84 m den fünften Platz im Kugelstoßen und gewann mit dem Diskus mit 53,24 m die Bronzemedaille. 1997 belegte sie bei den erstmals ausgetragenen U23-Europameisterschaften in Turku mit 54,62 m den fünften Platz im Diskuswurf und gelangte im Kugelstoßen mit 16,82 m auf Rang sechs. Im Jahr darauf belegte sie bei den Halleneuropameisterschaften in Valencia mit 17,94 m den neunten Platz im Kugelstoßen und im August gelangte sie bei den Freiluft-Europameisterschaften in Budapest mit 17,99 m auf Rang zehn. 1999 schied sie bei den Weltmeisterschaften in Sevilla mit 17,45 m in der Qualifikationsrunde aus und anschließend wurde sie beim IAAF Grand Prix Final in München mit 17,86 m Sechste. Im Jahr darauf belegte sie bei den Halleneuropameisterschaften in Gent mit 18,46 m den siebten Platz und im September gelangte sie bei den Olympischen Sommerspielen in Sydney mit 17,96 m im Finale auf Rang neun.
2001 klassierte sie sich bei den Weltmeisterschaften im kanadischen Edmonton mit 17,93 m im Finale auf dem siebten Platz im Kugelstoßen und anschließend gelangte sie bei der Sommer-Universiade in Peking mit 18,14 m auf Rang fünf. Im September belegte sie bei den Goodwill Games in Brisbane mit 17,72 m den siebten Platz, ehe sie zwei Tage darauf beim IAAF Grand Prix Final in Melbourne mit 17,86 m Vierte wurde. Im Jahr darauf gewann sie bei den Halleneuropameisterschaften in Wien mit 18,63 m die Bronzemedaille hinter der Ukrainerin Wita Pawlysch und Assunta Legnante aus Italien. Im August gelangte sie bei den Freiluft-Europameisterschaften in München mit 17,54 m auf den zehnten Platz. 2003 verpasste sie bei den Hallenweltmeisterschaften in Birmingham mit 18,31 m den Finaleinzug und im Sommer erreichte sie bei den Weltmeisterschaften nahe Paris mit 17,99 m im Finale Rang zehn. Im Jahr darauf schied sie bei den Hallenweltmeisterschaften in Budapest mit 18,39 m in der Vorrunde aus und im August wurde sie bei den Olympischen Sommerspielen in Athen mit 18,14 m im Finale Zehnte. Anschließend wurde sie beim IAAF World Athletics Final in Monaco mit 18,11 m Dritte hinter der Belarussin Nadseja Astaptschuk und Krystyna Zabawska aus Polen. 2005 belegte sie bei den Halleneuropameisterschaften in Madrid mit 17,76 m Fünfte und im Sommer gelangte sie bei den Weltmeisterschaften in Helsinki mit 17,83 m im Finale auf den neunten Platz. Von 2006 bis 2008 startete sie international für Kanada, ehe sie ihre aktive sportliche Karriere im Alter von 32 Jahren beendete.
In den Jahren von 1999 bis 2005 wurde Tunks niederländische Meisterin im Kugelstoßen im Freien sowie von 2000 bis 2005 in der Halle. Zudem wurde sie von 2002 bis 2005 Landesmeisterin im Diskuswurf. In den Jahren 2007 und 2008 wurde sie kanadische Meisterin im Kugelstoßen und im Diskuswurf.

## Persönliche Bestleistungen
- Kugelstoßen: 18,82 m, 25. Juni 2003 in Arnhem
- Diskuswurf: 58,93 m, 18. April 2002 in Lancaster